# Poa (Burkina Faso)
Poa è un comune del Burkina Faso, situato nella Provincia di Boulkiemdé, facente parte della Regione del Centro-Ovest.
Il dipartimento si compone del capoluogo e di altri 9 villaggi: Gogo, Loaga, Moungounissi, Niangdo, Noéssin, Ralo, Sogpelcé, Yaoguin e Yargo-Yarcés.